# Албијате
Албијате (итал. Albiate) је насеље у Италији у округу Монца и Бријанца, региону Ломбардија.
Према процени из 2011. у насељу је живело 6158 становника. Насеље се налази на надморској висини од 230 м.

## Становништво
Према резултатима пописа становништва 2011. у општини је живело 6.190 становника.
| 1931. | 1936. | 1951. | 1961. | 1971. | 1981. | 1991. | 2001. | 2011. |
| ----- | ----- | ----- | ----- | ----- | ----- | ----- | ----- | ----- |
| 3.492 | 3.530 | 3.816 | 4.064 | 4.564 | 4.465 | 4.420 | 5.216 | 6.190 |